# Katastrofa lotu Air India 403
Katastrofa lotu Air India 403 - katastrofa lotnicza, która wydarzyła się 21 czerwca 1982 roku. Samolot Boeing 707 indyjskich linii Air India rozbił się podczas lądowania na lotnisku w Mumbaju. Ze 111 osób znajdujących się na pokładzie 17 zginęło.

## Przebieg wypadku
Samolotem, który brał udział w wypadku był Boeing 707-437 wyprodukowany w 1960 roku należący do narodowych linii lotniczych Indii - Air India. Posiadał numery rejestracyjne VT-DJJ. Samolot odbywał regularny rejs na trasie Singapur-Kuala Lumpur-Mumbaj. Tego dnia nad lotniskiem panowała burza. Maszyna doświadczyła bardzo twardego lądowania na pasie startowym nr 27, odbijając się od płyty. Załoga zdecydowała się na odejście na drugi krąg, jednak podczas wykonywania tej procedury doszło do utraty siły nośnej i przeciągnięcia. Boeing przechylił się na prawe skrzydło i uderzył w ziemię rozpadając się na kilka większych fragmentów. Zginęło 15 pasażerów oraz 2 członków załogi.

## Przyczyny
Władze indyjskie ustaliły główną przyczynę wypadku jako błąd pilota, który zredukował moc silników na 12 sekund przed przyziemieniem, co spowodowało gwałtowne opadanie samolotu w kierunku pasa startowego.